# Octophellia timida
Octophellia timida is een zeeanemonensoort uit de familie van de Sagartiidae. De wetenschappelijke naam van de soort is voor het eerst geldig gepubliceerd in 1880 door Andres.